# Corynorhinus leonpaniaguae
Corynorhinus leonpaniaguae — вид рукокрилих з родини Vespertilionidae. Ендемік Мексики. Описаний на основі популяцій, раніше віднесених до C. mexicanus.